# Kontanter
Kontanter er fysiske penge som mønt og pengesedler. De udgives som oftest af en centralbank, hvor staten garanterer for deres værdi. Tidligere blev frimærker også betragtet som kontanter i Danmark, og kunne benyttes som betalingsmiddel ved statslige instanser.
Værdien af cirkulerende danske sedler og mønter var 65,1 mia. kr. ved udgangen af 2012, hvilket var en mindre stigning i forhold til 2011. Antallet af sedler sedler steg fra 161 mio stk. i 2011 til 166 mio. stk. i 2012.